# واد لوكوس
اللُّكوس نهر يقع شمال المغرب. ينبع من نواحي شفشاون ويصب في المحيط الأطلسي شمال مدينة العرائش.

## أهمية
واد لوكوس هو نهر رئيسي في شمال المغرب. على الرغم من أنه قصير نسبيا (حوالي 100 كيلومترا)، إلا أنه هو ثالث أوسع مجرى مائي في المغرب بتدفق متوسط 50 متر³ بالثانية. يأخذ نهر اللوكوس مصدره في جبال الريف، ويصب في المحيط الأطلسي عند مدينة العرائش، حيث أن ميناء المدينة هو داخل النهر. وحوض نهر لوكوس هو 3,730 كلم² ويحتوي على واحدة من أخصب الأراضي الزراعية والإنتاجية في البلاد. من روافد النهر، وادي المخازن، وهو يحمل أهمية تاريخية كبيرة، لأنه شهد واحدة من المعارك الأكثر حسما في تاريخ المغرب : معركة القصر الكبير يوم 4 أغسطس 1578 عندما تعرض الجيش الصليبي البرتغالي تحت قيادة سيباستيان من البرتغال لهزيمة ساحقة من طرف الجيش المغربي تحت حكم سلالة السعديين.